# Menelik I.

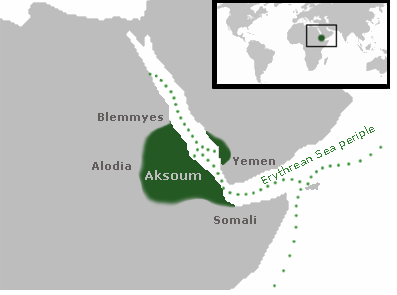
Přibližná poloha a rozloha Aksumu

Menelik I. (původním jménem Ebna la-Hakim – Syn Moudrosti) byl první etiopský císař vládnoucí v 10. století př. n. l., o němž se tradičně věří, že byl synem izraelského krále Šalomouna a Královny ze Sáby. Podle etiopských legend se narodil v provincii Hamasien v dnešní Eritreji a že s sebou do Etiopie přinesl Archu úmluvy. Následně se vydal do Jeruzaléma, kde se setkal se svým otcem a zůstal u něj až do své dospělosti.

## Život
Podle Kebry Nagast král Šalomoun zamýšlel odeslat jednoho ze synů každého svého šlechtice a jednoho syna každého kněze jeruzalémského chrámu, aby Menelika I. doprovodili při jeho návratu do země jeho matky. Předpokládá se, že si vyrobil repliku Archy úmluvy, kterou vzal s sebou do Sáby, ale syn Zadoka, nejvyššího kněze ji vyměnil za skutečnou a odnesl ji s sebou do Etiopie, kde zůstala do dnešních dnů v antickém městě Aksum.
Po smrti Královny ze Sáby nastoupil na trůn Menelik I. s titulem etiopský císař a král králů. Podle legendy založil Šalomounovskou dynastii, která s několika přestávkami vládla až do pádu posledního císaře z 225. generace Šalomounovské dynastie Haile Selassie I. v roce 1974. Nicméně středověká Šalomounovská dynastie nepřišla k moci až do roku 1270, uplatňujíc při tom svá práva na trůn Aksumu, zatímco jejich předchůdci z dynastie Zangwe nebyli prohlášeni za příslušníky „izraelského rodu“ (tj. z rodu Šalomouna a Menelika). Nároky na aksumský trůn ze strany dynastie Zangwe jsou nejasné, ačkoliv rané pohanské nápisy označují krále za „syna neporazitelného Mahrema“ (bůh ekvivalentní řeckému Áresovi), zatímco středověké etiopské prameny jim připisují nárok na nástupnictví. To je také v souladu s ranými záznamy, které vypovídají, že jedna polovina Etiopanů následovala Mojžíše, zatímco druhá uctívala pohanské bohy.